# Mikko Kolehmainen
Mikko Yrjö Ilmari Kolehmainen (ur. 18 sierpnia 1964 w Mikkeli) – fiński kajakarz. Złoty medalista olimpijski z Barcelony.
Brał udział w czterech igrzyskach (IO 84, IO 88, IO 92, IO 96). Triumfował w jedynkach, na dystansie 500 metrów. W tej samej konkurencji rok później został mistrzem świata. W 1996 był chorążym fińskiej ekipy podczas ceremonii otwarcia igrzysk w Atlancie.